# Giacinto Scoles
Giacinto Scoles (* 2. April 1935 in Turin; † 25. September 2024 in Sassenheim, Niederlande) war ein italienisch-amerikanischer Physikochemiker. Er war US-amerikanischer Staatsbürger. 

## Leben
Scoles wuchs teilweise in Spanien auf und studierte bis 1959 an der Universität Genua. Er wurde 1960 Assistenzprofessor in Genua, forschte 1961 bis 1964 an der Universität Leiden bei Jan Beenakker und war ab 1964 wieder Professor in Genua, wo er 1968 seine Habilitation (Libero Docente) abschloss. 1971 wurde er Professor für Chemie und Physik an der University of Waterloo. Gleichzeitig war er in den 1970er Jahren auch an der Universität Trient tätig, wo er ein Molekularstrahl-Labor aufbaute. 1987 wurde er Donner Professor of Science an der Princeton University. Ab 2003 lehrte und forschte er auch wieder teilweise in Triest (Sissa, Synchrotron Elettra).

## Forschung
In den Anfangsjahren in Genua befasste er sich  unter anderem mit Isotopentrennung bei Adsorption auf Oberflächen, in Leiden mit dem Senftleben-Beenakker-Effekt (Änderung der Transporteigenschaften polyatomarer Gase durch elektrische und magnetische Felder). Wieder in Genua befasste er sich mit der Untersuchung intermolekularer Kräfte (Van-der-Waals-Kräfte) an Molekularstrahlen. Dazu entwickelte er ein Bolometer für Messungen an Molekularstrahlen. Zu den Errungenschaften seines Labors zählte die erstmalige Beobachtung von Regenbogenstreuung und Orbit-Resonanzen bei Streuung zweier Atome. An der University of Waterloo baute er ein Labor für Experimente an gekreuzten Molekularstrahlen sowie für Laserspektroskopie in der Chemie auf,  das Centre for Molecular Beams and Laser Chemistry, und das Centre for Surface Science in Technology. Er untersuchte auf Oberflächen und in Edelgas-Clustern absorbierte Moleküle (mit diffraktiver Streuung von Atomstrahlen) und von Molekülen in Tropfen von superfluidem flüssigem Helium (Helium Nanodroplet Matrix Spectroscopy). Mit Kevin K. Lehmann untersuchte er Energie-Relaxation in großen isolierten Molekülen mit Phänomenen wie Quantenchaos und klassischem Chaos. In den letzten Jahren wandte er sich zunehmend dem Studium biologisch und medizinisch wichtiger Proteine und ihren Wechselwirkungen zu, die in Proben aus wenigen Zellen oder in einzelnen Zellen untersucht werden.

## Preise und Auszeichnungen
1986 war Scoles in Kanada Killam Fellow. 1995 erhielt er einen Humboldt-Forschungspreis und wurde Ehrendoktor in Genua und an der University of Waterloo (D.Sc.). Ebenfalls 1995 erhielt er den Lippincott Award für Molekülspektroskopie der Optical Society of America. Er war Fellow der American Physical Society (1991) und der Royal Society (1997) sowie Mitglied der Königlich Niederländischen Akademie der Wissenschaften (2000). 2002 erhielt er den Peter Debye Award, 2003 den Earle K. Plyler Prize der American Physical Society (mit Kevin Lehmann) und 2006 die Benjamin Franklin Medal (mit Jan Peter Toennies). 

## Publikationen (Auswahl)
- Atomic and molecular beam methods, New York: Oxford University Press, 1988–1992, ISBN 0-195-04280-8
- The chemical physics of atomic and molecular clusters: Varenna on Lake Como, Villa Monastero, 28 June-7 July 1988, Amsterdam: Elsevier Science Pub. Co., 1990, ISBN 0-444-88331-2
- The Possible impact of free electron lasers on spectroscopy and chemistry. A report of a workshop held in Riva del Garda (Trento) Italy on June 4, 5, and 6, 1979